# モンドニェード
モンドニェード（Mondoñedo）は、スペイン・ガリシア州ルーゴ県のムニシピオ（基礎自治体）。コマルカ・ダ・マリーニャ・セントラルに属する。ガリシア統計局によれば、2012年の人口は4,183人（2010年：4,406人、2009年：4,508人、2008年：4,603人、2007年：4,701人、2004年：4,904人）、人口密度は29.3人/km² 。住民呼称は男女同形でmindoniense。
モンドニェード＝フェロル司教区（Diocese de Mondoñedo-Ferrol）の司教座があり、現在も司教がこの地に在住する。
ガリシア語話者の自治体住民に占める割合は98.08%（2001年）。

## 地理
モンドニェードはルーゴ県北部に位置し、面積は142.7km²。北はアルフォスとフォスと、南はア・パストリーサとリオトルトと、東はロウレンサーと、西はアバディンの各自治体と接する。人口は自治体を構成する15の教区に散らばっている。
人口規模はフォス、ブレーラに次いで3番目であるが、コマルカ・ダ・マリーニャ・セントラルの中心自治体となっている。
アルゴモーソ教区のスペーナにはレイ・シントーロ鍾乳洞があり、その奥行きは7,500mでガリシアで最も規模が大きい。また、マスマ川の支流トロンセーダ川にはいくつもの滝があり、バリニャダーレス川のコロの滝と並んで自然の美しい景観をなしている。
モンドニェードはモンドニェード司法管轄区に属し、同管轄区の中心自治体である。

### 人口
| モンドニェードの人口推移 1900－2010                     |
|                                                         |
| 出典:INE（スペイン国立統計局）1900年 - 1991年、1996年 - |

## 歴史
モンドニェードのある谷には、ドルメンや、ソニャンにあるようなカストロ、ペトログリフといった、考古学上の遺跡物が数多く残されている。このことは新石器時代には、この地にはすでに人の定住があったことを意味する。
モンドニェードについてのもっとも初期の記録は、女王ウラカがフォスのサン・マルティーニョ・デ・モンドニェードに置かれていた司教座を、現在のモンドニェードの、バル・デ・ブレアあるいはバリブリアに移したことについてである。1156年カスティーリャ王アルフォンソ7世がモンドニェードに市の資格（カテゴリー）を授与。1182年から1230年の間司教座は、入植を奨励するためにリバデオに移転。

## 政治
自治体首長はガリシア民族主義ブロック（BNG）のマヌエル・オルランド・ゴンサーレス・クルス（Manuel Orlando González Cruz）。自治体評議員は、ガリシア国民党（PPdeG）：5、ガリシア民族主義ブロック：4、ガリシア社会党（PSdeG-PSOE）：2となっている（2011年5月22日の自治体選挙結果、得票順）。
| 1999年6月13日自治体選挙 |        |        |          |
| 政党                    | 得票数 | 得票率 | 獲得議席 |
| PPdeG                   | 2,002  | 58.30% | 8        |
| PSdeG-PSOE              | 963    | 28.04% | 4        |
| BNG                     | 440    | 12.81% | 1        |

| 2003年5月25日自治体選挙 |        |        |          |
| 政党                    | 得票数 | 得票率 | 獲得議席 |
| PPdeG                   | 2,005  | 60.03% | 7        |
| PSdeG-PSOE              | 712    | 21.32% | 2        |
| BNG                     | 587    | 17.57% | 2        |

| 2007年5月27日自治体選挙 |        |        |          |
| 政党                    | 得票数 | 得票率 | 獲得議席 |
| PPdeG                   | 1,276  | 38.87% | 4        |
| BNG                     | 1,032  | 31.43% | 4        |
| PSdeG-PSOE              | 648    | 19.74% | 2        |
| PG                      | 303    | 9.23%  | 1        |

| 2011年5月22日自治体選挙 |        |        |          |
| 政党                    | 得票数 | 得票率 | 獲得議席 |
| PPdeG                   | 1,317  | 45.41% | 5        |
| BNG                     | 906    | 31.24% | 4        |
| PSdeG-PSOE              | 482    | 16.62% | 2        |
| CG                      | 146    | 5.03%  | 0        |

## 名所・史跡
- モンドニェード大聖堂（Catedral de Mondoñedo） - マルティーニョ司教によって1230年から48年にかけて建造された。初期ロマネスク様式の門がある。尖頂アーチのあるバラ窓は13世紀のもので、バロック様式のステンドグラス、塔、破風は18世紀で、当時の司教によって命じられたものである。
- ピコス修道院（Mosteiro dos Picos） - またはサン･マルティーニョ・デ・ビラロウレンテ修道院（Mosteiro de San Martiño de Vilalourente）。
- サントゥアリオ・デ・レメディオス（Santuario dos Remedios、施療院） - 正式名サントゥアリオ・デ・ノサ・セニョーラ・デ・レメディオス（Santuario da nosa Señora dos Remedios）。

## 教区
モンドニェードは15の教区に分けられる。
- アルゴモーソ（サン・ペドロ）
- オ・カルメ（ノサ・セニョーラ・ド・カルメ）
- ア・コウボエイラ（サンタ・マリーア・マダネーラ）
- フィゲイラス（サン・マルティーニョ）
- リンディン（サンティアーゴ）
- マスマ（サント・アンドレ）
- モンドニェード（ノサ・セニョーラ・ド・カルメ）
- オイラン（サント・エステーボ）
- オス・レメディオス（ノサ・セニョーラ・ドス・レメディオス）
- サン・ビセンテ・デ・トリガス（サン・ビセンテ）
- サンタ・マリーア・マイヨール（サンタ・マリーア）
- サンティアゴ・デ・モンドニェード（サンティアーゴ）
- サスドニガス（サン・ロウレンソ）
- ビラモール（サンタ・マリーア）
- ビロアージェ（サンタ・マリーア）

## 出身著名人
- アルバロ・クンケイロ（Álvaro Cunqueiro、1911 - 1981） - 作家、詩人、劇作家、ジャーナリスト、美食家。